# 佐倉もも花
佐倉 もも花（さくら ももか）は、日本の女性声優。主にアダルトゲームに声をあてている。

## 出演
太字はメインキャラクター。

### アダルトゲーム

#### 2009年
- 愛娘という名の玩具（小森 のの）
- コスモスの秘密（樹里）
- 姉妹巫女〜恥辱の緊縛卍責め〜（美那神 さつき）
- Dark Blue（哀沢 琴美）
- 痴漢専用車両2（森崎 ほのか）
- 義母散華〜ははさんげ〜（古河 茉莉絵）
- 露出人形〜恥ずかしさに震える少女〜（西園寺 燐）

#### 2010年
- 堕としアナ（皆野 亜那）
- 学園3 〜華麗なる悦辱〜（リディム・アーセス）[1]
- 姦獄学園 〜学園公認、恥辱の課外授業〜（相場 泉）
- 黒獣 〜気高き聖女は白濁に染まる〜（プリム・フィオリーレ）
- JKと淫行教師〜夜回り先生編〜（杉本 陽菜）
- 女装で孕ませてっ（人形 依理）
- ぜったい遵守☆強制子作り許可証!!（伊吹 ひまり）
- ただかの 〜正しい彼女の作り方〜（倉木 若菜）
- プリンセス・ハンティング〜魔王様の収穫祭〜（勇者ユリウス）
- プレイ! プレイ! プレイ!（九道 美緒、楓葉 さゆ）
- 炎の孕ませおっぱい身体測定（リーゼロッタ・フォン・キルシュバウム）
- 魔界天使ジブリール4（早乙女 もも）
- 桃色大戦ぱいろん（早乙女 もも）
- Ran→Sem〜白濁デルモ妻のミイラ捕り〜（一ノ瀬 杏奈）

#### 2011年
- 家出喫茶〜貴方のブースで稼がせて〜（橘 愛莉）[2]
- 規制不可〜俺は実在しないので、ナニをヤッても許される〜（筒井 直）
- 巨乳トライ! -短期集中乳揉みレッスン-（小早川 綾乃）
- JKと淫行教師SP〜渡る世間はエロ教師ばかり〜（杉本 陽菜）[3]
- 戦国天使ジブリール（早乙女 もも）
- 懲罰指導〜学園令嬢更性計画〜（紫波 美波）
- 必殺痴漢人II（石関 薫）
- ブレイズハート（鬼姫）[4]
- 妄想ぷろとこる!（メイアップル・スノーウインド）
- もっと! 女装で孕ませてっ（人形 依理）
- 電脳侵犯・キサラギ参事官「もうこれ以上、私の中に入ってくるな!」（蔵科 ヒトミ）[5]
- ぬっぷぬぷ母娘♥みっくす!〜ダブル母娘とラブラブペンション性活〜（浦沢 雫）[6]
- 純聖天使プリミティ☆シエル 〜セカイと共に堕ちる少女たち〜（神宮 真奈/プリミティ・ミエル）[7]
- 快楽学園性活〜理緒先生のカゲキな教育〜（近江 理緒）[8]

#### 2012年
- 淫落痴漢電車 〜恥辱姦状線〜（神園 朱璃）[9]
- Wanna.〜スパルタンセックス スペルマックス!!!〜（桐生 渚沙）[10]
- おしえて☆エッチなレシピ -アナタとワタシのあま〜いせいかつ!-（織笠 いつか）[11]
- しりこん☆まじっく（入間 すみれ）[12]
- ぜったい猟域☆セックス・ロワイアル!! 〜無人島犯し合いバトル〜（此花 沙織）[13]
- DEMONION 魔王の地下要塞（アーウィン＝シルバームーン）[14]
- 魔法少女ピュア・セインツ〜負けちゃうたびに、どんどんエッチな正義のヒロインになっていっちゃうの〜（香西 瑠那/ピュア・ルビー）[15]
- 美少女万華鏡 -忘れな草と永遠の少女-（花里 めぐみ）[16]
- リヴォルバーガール☆ハンマーレディ（マリア ダッジ）[17]
- ManguSta -恥辱風紀委員会-（水無月 まひわ）[18]
- 炎の孕ませおっぱい乳同級生（宗本 みのり）[19]
- 操心術∞（上月 さくら）[20]
- テラべっぴん (松平 雪)
- 堕天の記憶 ～忍編～ (石渡 忍)
- 幼馴染と結婚したら御付のメイドもやってきた件 (保志井 りおん)

#### 2013年
- 学園NTR ～僕の知らない彼女の淫顔～ (水尾 陽菜)
- ザーメンソムリエ 変態女子校生の精飲活動 (斉藤 さとみ)
- 催眠カウンセラー ～元上司のJK娘を堕とす報復の肉穴催眠～ (白河 美穂、部員D)
- ぜったい遵守☆子作り許可証ぱらだいす!! ～嗚呼、素晴らしき孕ま世界～ (東城 柚葉)
- プレイ! プレイ! プレイ! 惨 ( 稲垣 風薫)
- 炎の孕ませ“わんぱく”おっぱいお嬢さま学園 ～「昔の姿」になって女湯フリーパス! スカートめくり放題! いたずら中出し・孕ませ天国!～ (四扇 ひいな)
- と～めいヘブン! ～透明人間になって美少女たちをもみまくりッ!!～ (山城 月音)
- 女装で孕ませてっ外伝 ～過去は夕闇色の少女と共に～ (人形 依理)
- 魔法剣姫アークキャリバー ～魔族降誕～ (アーク・エテルナ)
- プレスタ! ～Precious☆Star’sフェスティバル～ (笠本 霧羽)
- スクールアイドル♂いとしのQてぃくル (栗山 愛矢)
- わがままミルク DE してあげる〜エッチなお姉さんたちとのドピュドピュのホームシェア生活〜（神部 ななこ）[21]
- 聖エステラ学院の七人の魔女（南 いすか）[22]
- くノ一淫法で極楽昇天♪ ～解き放たれたエロエロ忍術!?～ (モニカ)
- あね☆しょた! ～キミの精子。カッピカピになるまで吸い続けてあげる♪～ (篠ノ女 蘭子)
- 純情アイドル どすけべプロデュース〜星空ゆずの種付け搾乳計画書〜（星空 ゆず）[23]
- 膣内の異物 -リモコンバイブで強制命令- (日野 菜奈美、安藤 千鶴)
- 肉牝R30 ～肉欲に堕ちた牝たち～ (佐伯 彩)

#### 2014年
- 催眠クラス ～女子全員、知らないうちに妊娠してました～ (青田 夏)
- 狂艶の館 -罠に捕わる、雌の嬌声- (フランシスカ)
- 炎の孕ませ乳ドルマイ★スター学園Z (久我山 奈々子、中森 聖子)
- ももいろ性癖開放宣言! (稲森 千鶴)
- 3Ping Lovers!☆一夫二妻の世界へようこそ♪ (アリス・エルザーン)
- 常夏姉妹サンド (山城 栞)
- DEMONION II 魔王と三人の女王（リズベル）
- 13人の麗しきケダモノ (橘 加奈子)
- 姉を助けるため残された姉妹を穢す背徳の日々 (桜井 真琴)
- 繁触きょうしつ ～女子校ハーレムなら何をヤっても許される!?～ (内野 友希)
- 夜這いする七人の孕女2 (相楽 綾音)
- 姫汁 (御剣 姫子)
- 妹とその友人がエロすぎて俺の股間がヤバイ (莉子)
- メイクMeラバー (アミリィ)
- 熟バレー ～シゴキ扱かれる熟れた人妻達～ (大野 茉希)
- 便女 (小鳥遊 水姫)
- 僕の愛しい妹が寝取られちゃった理由 (彭城 雛奈)
- なまイキ ～生粋荘へようこそ！～ (イバラキ)
- 付喪女・あおゑ (あおゑ)
- すたーらいと☆アイドル -COLORFUL TOP STAGE!- (赤崎 希望)
- 天精国取りセックス合戦!! (國棟 美鈴)
- 人妻魔法処女セイント★ティアーズ (中沢 煉華)
- 痴漢専用車両2 ～報復の恥辱電車～ HDリマスター (森崎 ほのか)
- 手籠めにされる九人の堕女 (相楽 綾音)
- えろまんが! Hもマンガもステップアップ♪ (小田桐 香織)

#### 2015年
- 倶楽部D (下田 ひばり)
- 炎の孕ませもっと! 発育っ! 身体測定2 (霧賀 紫津琉)
- 普通だった俺が調教されてドMになったわけ (佐渡 瀬奈)
- 月光アルスマギカ -不可逆神域の少女たち- (九条 棗)
- CHU×ペット (鈴崎 琴梨)
- ウルスラグナ ～征戦のデュエリスト～ (サティス)
- 公園いたずらシミュレータ ver.MAKO (見桁 マコ)
- 星空のバビロン -迫り来るコズミックすけべおねぇさんズ- (天之川 ハルカ)
- カスタムメイド3D2（プライドが高く負けず嫌いな性格）[24]
- 天魔少女レナ -発情魔法の星紋陣- (天崎 レナ)
- 塔の下のエクセルキトゥス (シャノン・フィッツァー)
- 獣耳魔法少女セリナ ～追ワレ穢サレ家畜ニ堕チル～ (ユイ)
- Sexyビーチ プレミアムリゾート (相良 美弥子)
- JKビッチぱこぱこライフ (氷川 りりな)
- 白濁の少女 (中田 織香)
- ちんくる★ツインクル フェスティバル! (茸原 晶乃)
- 学園3 ～華麗なる悦辱～ インモラルエディション (リディム・アーセス)
- 放課後催眠倶樂部 ～餐～ (姫小路 まなか)

#### 2016年
- 姦獄学園 ERE (相羽 泉)
- らぶ撮りハレーション (庄内 未春)
- 俺の彼女が就職した会社は、ブラック企業だった…。 (立山 萌夏)
- LOVEトレ エッチな恋愛トレーニング (斉藤 澪火)
- 名門女子校旅行 ～俺だけ男なんですが!?～ (鈴恵 マリア)
- ボクの××は寮生たちの特権です! (オリビア・キャンベル)
- ハニーセレクト (性格：おっとり)
- ふう☆がくっ ～必修科目は性実技! Hな授業でワンツーステップ～ (田堂 悠莉)
- ぜったい遵守☆にゅ～こづくりわーるど (東條 一華)

#### 2017年
- 催眠学園3年生（城崎 琴美）
- ばくあね2 弟いっぱいしぼっちゃうぞ!（桃谷 真白）
- ChronoBox -クロノボックス- (由芙院 御伽)
- 健全!変態生活のススメ (前園 千鶴)
- 新妻こよみ (月館 環)
- キミに迫るオトメのレッスン (筑波 葵)
- 催眠学園2年生 (城崎 琴美)
- 屈辱 (倉沢 綾奈)
- お姉さん×SHUFFLE! ～ともだちのお姉ちゃんのエッチな体。～ (高橋 依歩季)

#### 2018年
- カスタムオーダーメイド3D2 (無垢で天使な仔犬系)
- 少女グラフィティ (愛子 奈々)
- ゴッドシスターズ (小西 亜美)[25]
- 鉄と裸 -Fairies Falldown- (ジュディス)
- 催眠学園1年生 (城崎 琴美)[26]
- 1room -家出少女- (夕)

#### 2019年
- 健全!変態公僕のツトメ（エマニュエル・シャブリエ、前園 千鶴）
- 新妻環 ～環の愛妻日記+ハーレムENDのそれから～（月館 環）

#### 2022年
- 恥辱の制服2 (大鳥 文香)
- キモメンでも巨根なら学園の爆乳コレクションして孕ませオナホハーレムを作れる! (琴音)

#### 2023年
- プレイ! プレイ! プレイ! ロック! (黒見 神音)
- ハーレム×楽園 - Harem × Shangri-La - (行笹 ハニーベル)
- 光翼戦姫エクスティアコンチェルト2(菅原 冬華)

#### 2024年
- 妹Friend! (小倉 結希乃)

#### 2025年
- 覇王戦姫 来夢（絃耀律 来夢）[27]
- 聖奴隷学園3（鈴谷 梨子）

### OVA
- ツンデレ淫乱少女すくみ（夏水すくみ）
- 黒獣〜気高き聖女は白濁に染まる〜 〜アリシア×プリム 奉仕国家抗い編〜（プリム・フィオリーレ、2012年）[28]
- 箱入少女 -Virgin Territory-（桐原ユキノ）
- コスプレ露出研究会（日向綾）[28]
- ばくあね2 弟いっぱいしぼっちゃうぞ! THE ANIMATION（武坂 真白、2017年）
- 新妻こよみ THE ANIMATION（月館 環、2018年）

### CD
- 仙獄学艶戦姫ノブナガッ!〜淫華繚乱、水着大戦!〜 限定版（北条〈鈴音〉氏康）

### 音声作品
- おしゃぶ☆リップス ～口淫読心術～ らぶエロ幼なじみver.
- ザーメンソムリエ コスプレイヤーさとみの精飲活動、ザーメンタンク 君はどこでも射精マシン
- 癒やし処朝倉屋外伝 風邪ひき彼女と僕の場合
- ろりきょにゅーリズちゃんのとっても‘えっちな’秘め事ボイスドラマ